# エフライン・リオス・モント
ホセ・エフライン・リオス・モント（スペイン語: José Efraín Ríos Montt, 1926年6月16日 - 2018年4月1日）は、グアテマラの政治家、軍人。クーデターによって1982年から1983年にかけて大統領をつとめ、独裁的な権力を振るった。
リオス・モントはグアテマラで優勢なカトリックではなく、エル・ベルボ教会というペンテコステ派のプロテスタントだった。

## 生涯
リオス・モントはウェウェテナンゴで生まれ、グアテマラ、アメリカ合衆国、イタリアで軍人としての教育を受けた。階級は准将にのぼった。1970年代にはグアテマラシティの軍学校の校長や陸軍の幕僚をつとめた。

### 1974年の大統領選挙
カルロス・アラナ・オソリオ大統領時代の1973年にワシントンDCに赴任したが、翌1974年3月の大統領選挙 (1974 Guatemalan general election) では帰国してキリスト教民主党(DCG)から出馬した。選挙では不正が指摘され、実際にはリオス・モントが勝利していたともされるが、選挙委員会は右派の候補でアラナ政権下の防衛相だったキエル・エウヘニオ・ラウヘルド・ガルシアを勝者とした:6。リオス・モント支持者はこの選挙を非難してデモやストライキを起こした。リオス・モントはスペイン大使館付き武官としてマドリードに赴任した。
プロテスタントのエル・ベルボ教会の伝道者として1978年にグアテマラに帰国した。

### クーデターと大統領
1982年3月の大統領選 (1982 Guatemalan general election) では、現大統領であるロメオ・ルカス・ガルシアの防衛相だったアンヘル・アニバル・ゲバラ (Ángel Aníbal Guevara) の勝利が発表されたが、敗北した右派の国民解放運動は選挙に不正があったと批判した。3月23日に若手将校によってクーデターによってルカス・ガルシア政権は倒され、選挙は無効とされた。
クーデターの背後には1979年のニカラグア革命のような左翼による革命をグアテマラで起こさないためにゲリラと対決する強い人物を求めていたアメリカ合衆国の意図があった。
クーデターでは3人からなる軍事評議会（フンタ）が成立した。リオス・モントはそのひとりだったが、同年6月に他の評議員を排除して大統領に就任した。リオス・モントは戒厳令を敷き、左翼の反乱勢力に対する軍事行動を起こした。
政治手法は、親米路線を採り外国からの軍事援助を引き出しつつ、グアテマラ国民革命連合(URNG)などの反政府ゲリラ勢力への弾圧を強めた。軍部や民間自衛パトロール（PAC）を動員してゲリラを鎮圧しようとしたが、むしろ暴力を増大させるだけの結果に終わった。反政府勢力はもとよりマヤ系の先住民も襲撃対象となり、多数の村が丸ごと焼き払わられるなどの虐殺が行われた。グアテマラ内戦は30年近く断続的に続いていたが、約20万人と推測される死者・行方不明者数の半分近くがリオス・モントが政権を握っていた1年あまりの時期に集中する。
カトリック教会に対する宗教的な迫害も行った。先住民に対する聖職者の活動がゲリラの情報網になっているとされたため、多くの聖職者は国外に去らなければならなかった。礼拝所や修道院ほかの教会の財産は焼かれたり、軍によって押収・占拠された。リオス・モント時代に教会は政府に対してより批判的になった:161。
1983年3月、ローマ教皇ヨハネ・パウロ2世がグアテマラを訪問するにあたって、死刑を宣告されたゲリラ6名を寛容に扱うように要請したが、リオス・モントはこれを無視して教皇訪問の3日前に死刑を執行した:161。
一方でリオス・モントは汚職を取り締まり、農地改革の計画を立てた。
翌1983年8月、リオス・モントの防衛相であったオスカル・ウンベルト・メヒア・ビクトレスが再度クーデターを起こしたため失脚した。

### 政党党首
メヒア・ビクトレス政権は1984年に議会選挙を行い、1985年には新たな憲法を制定、リオス・モント政権下ですでにはじまっていた民政移管への動きを加速させた:405。1986年には選挙によって久しぶりに軍人でないビニシオ・セレソが大統領に就任した。こうした流れに乗ってリオス・モントは1989年に右派の新政党であるグアテマラ共和戦線(Frente Republicano Guatemalteco, FRG)を結成し、合法的に政治の世界へ戻った。
デイヴィッド・ストールによれば、グアテマラ国外の評価とは逆に、国内ではリオス・モントは人気を保ちつづけ、軍の迫害を受けた辺境地方でとくにその傾向が強かった。地方の住民はロメオ・ルカス・ガルシアの時代にくらべてリオス・モント時代は改善されたと考える傾向にあった。
1990年の大統領選挙 (1990–91 Guatemalan general election) に出馬しようとしたが、1982年のクーデター参加者であるという理由で最高選挙裁判所によって拒絶された。リオス・モントはそこで同じプロテスタントのホルヘ・セラノ・エリアスを支援し、彼が大統領に就任している。セラノ・エリアスはリオス・モント政権時代の政府諮問会議の副議長だった。
1995年の大統領選挙 (1995–96 Guatemalan general election) でも同様に立候補が認められなかった。FRGからはアルフォンソ・ポルティージョを候補として出したが、決選投票で敗れた。
1999年の大統領選挙 (1999 Guatemalan general election) でFRGはふたたびアルフォンソ・ポルティージョを候補に指名し、彼が当選して大統領に就任した。リオス・モント本人は同年グアテマラ議会の議長に就任した。
2003年の大統領選挙 (2003 Guatemalan general election) で憲法裁判所はリオス・モントが大統領に立候補することを許可した。反対派の申し立てによって最高裁判所がこの決定を認めなかったため、FRG勢力は武装して反対派を襲撃する「黒い木曜日」 (Jueves negro) 事件を起こした。結局立候補は認められたが、あまりにも強引なやり口が嫌われ、結果は3位に終わった。

### グアテマラ内戦時代の事件をめぐる裁判

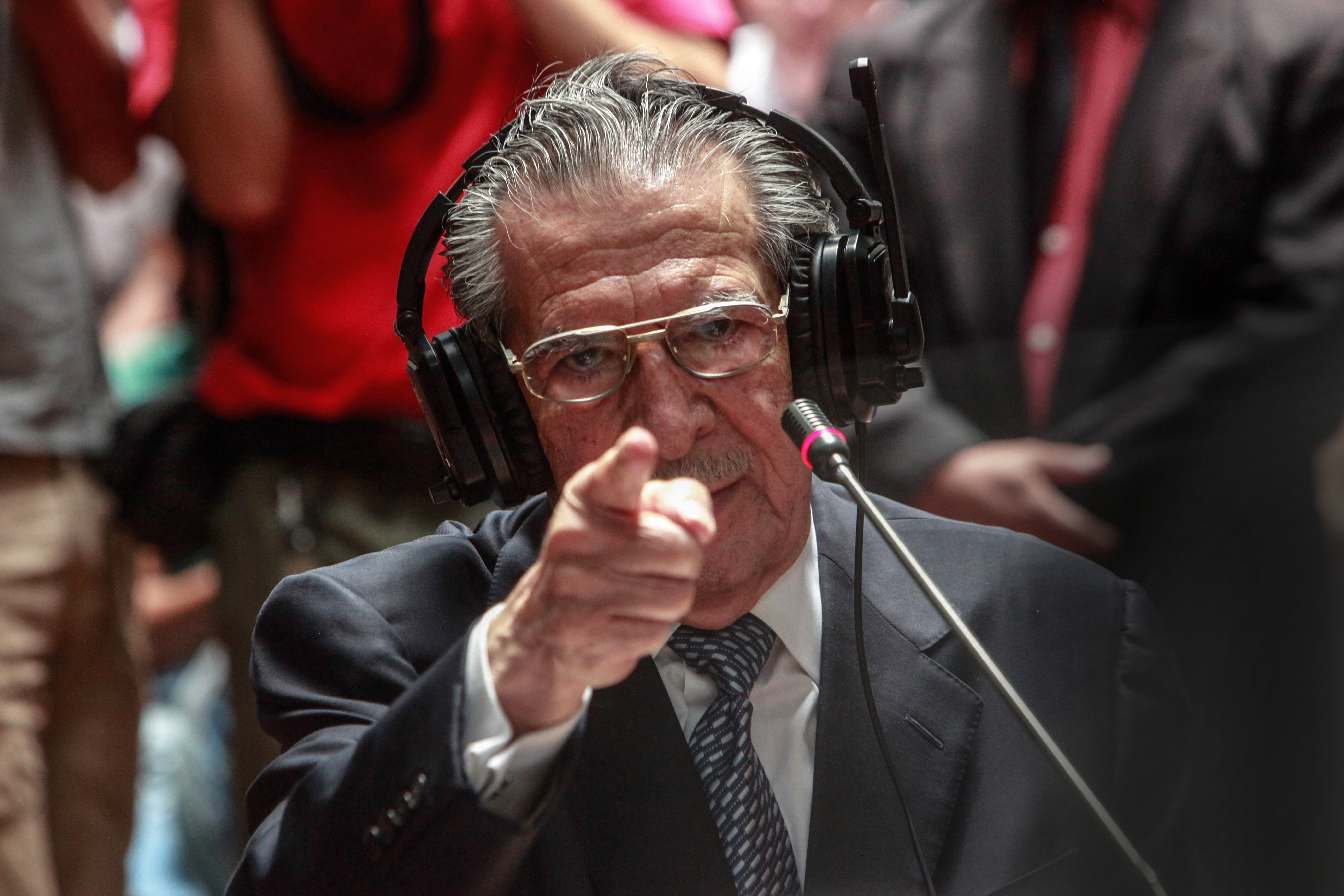
2013年の裁判で証言をするリオス・モント

21世紀に入ると、グアテマラ内戦時代を通じた虐殺や弾圧事件が国内の裁判所において裁かれるようになり、歴代の元大統領らに有罪判決が下るようになった。リオス・モントも例外ではなく、2013年5月、大統領時代に発生したキチェ県のイシル族を中心に、軍部が15件1,771人を虐殺した事件を知りながら放置したとして、ジェノサイドと人道に対する罪で禁錮80年の刑が言い渡され、86歳の高齢ながら収監されている。中南米の国においてジェノサイドの罪で裁かれたのはもちろんのこと、世界的にみても元国家元首が自国の司法制度で、ジェノサイドの罪で裁かれたのはこの事例が初である。

### 死
2018年4月1日、リオス・モントの弁護士を務めたハイメル・エルナンデスは、「リオス・モントは自宅で心臓発作により死亡した」と語った。91歳没。